# Mark Madsen (basketballer)
Mark Ellsworth Madsen (Walnut Creek, 28 januari 1976) is een Amerikaans voormalig basketballer en basketbalcoach.

## Carrière
Madsen speelde collegebasketbal voor de Stanford Cardinal van 1996 tot 2000. In de NBA draft van 2000 werd hij gekozen als de 29e in de eerste ronde door de Los Angeles Lakers. Hij speelde drie seizoenen voor de Lakers en werd tweemaal kampioen met hen. Hij tekende in de zomer van 2003 als vrije speler bij de Minnesota Timberwolves. Na zes seizoenen bij de Timberwolves werd hij in juli 2009 geruild naar de Los Angeles Clippers, samen met Craig Smith en Sebastian Telfair voor Quentin Richardson. In augustus 2009 werd zijn contract door de Clippers ontbonden.
Na zijn spelerscarrière werd hij een assistent-coach bij de Utah Flash onder Brad Jones. In 2012 ging hij aan de slag bij de Stanford Cardinal als assistent en was er coach voor een seizoen. In mei 2013 werd hij de hoofdcoach van de Los Angeles D-Fenders uit de NBA Development League. In juli 2013 verliet hij de club alweer om player development coach te worden bij de Los Angeles Lakers. Hij kreeg in september 2013 de kans om bij de Lakers assistent te worden onder hoofdcoach Mike D’Antoni en daarna Byron Scott en Luke Walton. Hij bleef gedurende zes jaar assistent-coach bij de Lakers.
In 2019 werd hij hoofdcoach van het collegebasketbalteam Utah Valley Wolverines, waar hij coach was tot in 2023. Hij ging daarop als hoofdcoach bij de California Golden Bears aan de slag.

## Erelijst
- NBA-kampioen: 2001, 2002
- Universiade: 1999
- Goodwill Games: 2002

## Statistieken

### Reguliere Seizoen
| Seizoen  | Team                   | WG  | WS | MPW  | 2P%  | 3P%   | FW%  | RPW | APW | SPW | BPW | PPW |
| -------- | ---------------------- | --- | -- | ---- | ---- | ----- | ---- | --- | --- | --- | --- | --- |
| 2000/01  | Los Angeles Lakers     | 70  | 3  | 9,2  | 48,7 | 100,0 | 70,3 | 2,2 | 0,3 | 0,1 | 0,1 | 2,0 |
| 2001/02  | Los Angeles Lakers     | 59  | 5  | 11,0 | 45,2 | 0,0   | 64,8 | 2,7 | 0,7 | 0,3 | 0,2 | 2,8 |
| 2002/03  | Los Angeles Lakers     | 54  | 22 | 14,5 | 42,3 | –     | 59,0 | 2,9 | 0,7 | 0,3 | 0,4 | 3,2 |
| 2003/04  | Minnesota Timberwolves | 72  | 12 | 17,3 | 49,5 | 0,0   | 48,3 | 3,8 | 0,4 | 0,5 | 0,3 | 3,6 |
| 2004/05  | Minnesota Timberwolves | 41  | 14 | 14,7 | 51,5 | –     | 50,0 | 3,1 | 0,4 | 0,2 | 0,3 | 2,1 |
| 2005/06  | Minnesota Timberwolves | 62  | 7  | 10,9 | 40,9 | 0,0   | 42,6 | 2,3 | 0,2 | 0,4 | 0,3 | 1,2 |
| 2006/07  | Minnesota Timberwolves | 56  | 0  | 8,4  | 53,5 | –     | 51,7 | 1,6 | 0,2 | 0,2 | 0,2 | 1,1 |
| 2007/08  | Minnesota Timberwolves | 20  | 6  | 7,6  | 15,8 | –     | 25,0 | 1,9 | 0,2 | 0,2 | 0,1 | 0,5 |
| 2008/09  | Minnesota Timberwolves | 19  | 1  | 6,1  | 21,4 | –     | 0,0  | 0,9 | 0,2 | 0,1 | 0,1 | 0,3 |
| Carrière | Carrière               | 453 | 70 | 11,8 | 45,7 | 6,3   | 52,7 | 2,6 | 0,4 | 0,3 | 0,2 | 2,2 |

### Play-offs
| Seizoen  | Team                   | WG | WS | MPW  | 2P%  | 3P% | FW%  | RPW | APW | SPW | BPW | PPW |
| -------- | ---------------------- | -- | -- | ---- | ---- | --- | ---- | --- | --- | --- | --- | --- |
| 2000/01  | Los Angeles Lakers     | 13 | 0  | 3,7  | 7,7  | –   | 60,0 | 0,8 | 0,3 | 0,0 | 0,2 | 0,4 |
| 2001/02  | Los Angeles Lakers     | 7  | 0  | 1,4  | 0,0  | 0,0 | –    | 0,3 | 0,0 | 0,0 | 0,0 | 0,0 |
| 2002/03  | Los Angeles Lakers     | 12 | 2  | 14,1 | 41,9 | 0,0 | 43,8 | 2,3 | 1,0 | 0,3 | 0,2 | 2,8 |
| 2003/04  | Minnesota Timberwolves | 17 | 0  | 13,1 | 53,1 | –   | 44,8 | 3,4 | 0,1 | 0,3 | 0,2 | 2,8 |
| Carrière | Carrière               | 49 | 2  | 9,2  | 40,3 | 0,0 | 46,0 | 2,0 | 0,4 | 0,2 | 0,2 | 1,7 |

2 Fisher · 
3 George · 
4 Harper · 
5 Horry · 
8 Bryant · 
10 Lue · 
17 Fox · 
20 Shaw · 
34 O'Neal · 
35 Madsen · 
40 Foster · 
54 Grant · 
Coach Jackson
2 Fisher · 
3 George · 
5 Horry · 
6 McCoy · 
8 Bryant · 
10 Hunter · 
14 Medvedenko · 
17 Fox · 
20 Shaw · 
23 Richmond · 
34 O'Neal · 
35 Madsen · 
52 Walker · 
Coach Jackson